# Christine Scheiblich
Christine Scheiblich-Hahn (31 de diciembre de 1954 en Wilsdruff, Sajonia) es una remera alemana y campeona olímpica.
Obtuvo una medalla de oro en la especialidad de scull individual en los Juegos Olímpicos de Montreal 1976. Además de este logro, llegó a ser Campeona del Mundo en cuatro ocasiones, en 1974, 1975, 1977 y 1978.
Su marido, Ulrich Hahn, llegó a ser Campeón del Mundo de luge en los años 1974 y 1981.